# Älvkragskivling
Älvkragskivling (Leratiomyces magnivelaris) är en svampart som först beskrevs av Peck, och fick sitt nu gällande namn av Bridge & Spooner 2008. Älvkragskivling ingår i släktet Leratiomyces och familjen Strophariaceae.   Inga underarter finns listade i Catalogue of Life.